# الکساندر خینشین
الکساندر خینشین (به روسی: Алекса́ндр Я́ковлевич Хи́нчин) ریاضی‌دان روسی و یکی از اثرگذارترین ریاضی‌دان‌های روس در زمینهٔ نظریه احتمال بود.

## یادکردها
1. ↑  http://www-history.mcs.st-and.ac.uk/Biographies/Khinchin.html